# Stan Lynn
Stanley Lynn (Bolton, 18 giugno 1928 – Birmingham, 29 aprile 2002) è stato un calciatore inglese che ha giocato nel ruolo di difensore.

## Palmarès

### Club

#### Competizioni nazionali
- Coppa d'Inghilterra: 1

Aston Villa: 1956-1957
- Coppa di Lega inglese: 1

Aston Villa: 1960-1961
- Campionato inglese di seconda divisione: 1

Aston Villa: 1959-1960